# Pla E i pla H
El pla E i el pla H són plans de referència per a guies d'ones polaritzades linealment, antenes i altres dispositius de microones.
En els sistemes de guies d'ones, com en els circuits elèctrics, sovint és desitjable poder dividir la potència del circuit en dues o més fraccions. En un sistema de guia d'ones, s'utilitza un element anomenat unió per a la divisió de potència.
En una xarxa elèctrica de baixa freqüència, és possible combinar elements del circuit en sèrie o en paral·lel, dividint així la potència de la font entre diversos components del circuit. En els circuits de microones, una guia d'ones amb tres ports independents s'anomena unió TEE. La sortida de l'E-Plane Tee és 180° fora de fase, on la sortida de l'H-Plane Tee està en fase.

## Pla E
Per a una antena polaritzada linealment, aquest és el pla que conté el vector de camp elèctric (de vegades anomenat obertura E) i la direcció de la radiació màxima. El camp elèctric o pla "E" determina la polarització o l'orientació de l'ona de ràdio. Per a una antena polaritzada verticalment, el pla E sol coincidir amb el pla vertical/elevació. Per a una antena polaritzada horitzontalment, l'E-Plane sol coincidir amb el pla horitzontal/azimut. El pla E i el pla H han d'estar a una distància de 90 graus.

## Pla H
En el cas de la mateixa antena polaritzada linealment, aquest és el pla que conté el vector del camp magnètic (de vegades anomenat obertura H) i la direcció de la radiació màxima. El camp magnetitzant o pla "H" es troba en angle recte amb el pla "E". Per a una antena polaritzada verticalment, el pla H sol coincidir amb el pla horitzontal/ azimut. Per a una antena polaritzada horitzontalment, el pla H sol coincidir amb el pla vertical/elevació.

## Il·lustracions

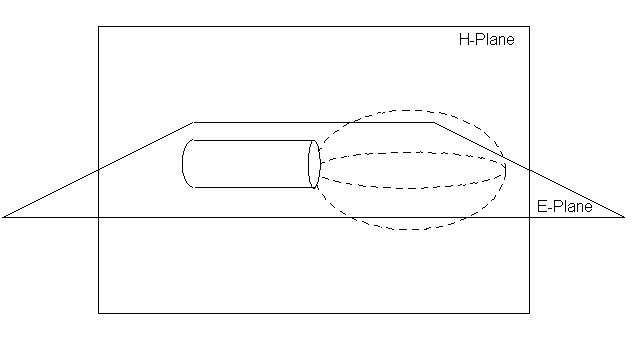
Diagrama que mostra la relació entre els plans E i H per a una antena yagi direccional polaritzada horitzontalment

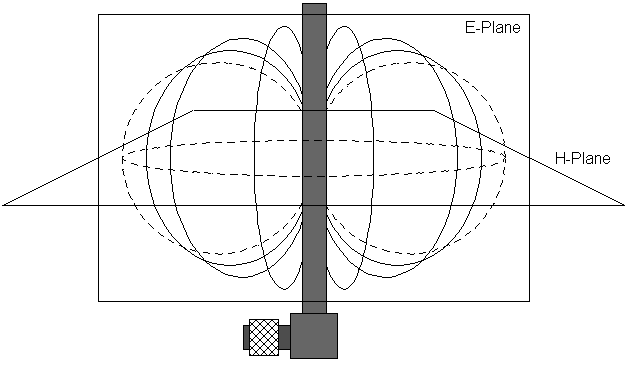
Diagrama que mostra la relació entre els plans E i H per a una antena dipol omnidireccional polaritzada verticalment

## Co i polaritzacions creuades
La copolarització (co-pol) i la polarització creuada (cross-pol) es defineixen per als plans E i H radiants. Aquestes direccions es defineixen en coordenades esfèriques corresponents als fronts d'ona esfèrics de l'ona que es propaga. Per convenció, la direcció co-pol és la direcció del camp E mentre que la direcció creuada és la direcció del camp H. La potència de recepció per a una antena orientada a co-pol és màxima mentre que la potència de recepció és mínima per a una orientació de pol creuat.